# José Alfredo Ramírez
José Alfredo Ramírez (Torreón, Coahuila; 29 de agosto de 2000) es un futbolista mexicano, juega como delantero y su equipo actual son los Dorados de la Liga de Expansión MX.

## Trayectoria

### Querétaro Fútbol Club
Empezó jugando en la categoría sub-15 del Querétaro Fútbol Club en el año 2015, desde ese momento fue cumpliendo los procesos de categorías menores para lograr su debut en el primer equipo el 8 de noviembre de 2020, entrando de cambio por Ángel Sepúlveda en un empate a 2 contra Xolos de Tijuana.

### Dorados de Sinaloa
Para 2022 pasa a los Dorados de Sinaloa.